# Nematoplana riegeri
Nematoplana riegeri är en plattmaskart som beskrevs av Curini-Galletti och Martens 1992. Nematoplana riegeri ingår i släktet Nematoplana och familjen Nematoplanidae. Inga underarter finns listade i Catalogue of Life.